# Medicin som botar
Medicin som botar är den skånska reggaegruppen Kung Kodums tredje fullängdsalbum. Det släpptes 2006 av skivbolaget I-Ration Records.

## Låtlista
1. "Skäl nog" - 3:40
2. "Medicin som botar" - 3:01
3. "15 minuter" - 3:44
4. "Kung Kodum och Silvia" - 3:21
5. "Balkan ragga" - 2:48
6. "Fobbekk (eller i Malmö: Fubbick)" - 2:56
7. "Pålsjögatan 23:04" - 3:54
8. "La muerte" - 3:37
9. "Jag lovar och svär" - 2:56
10. "Jag svär, och lovar inget - dub" - 2:20
11. "Dimmern på lägsta nivå" - 5:51